# Гросс, Фёдор Христофорович
Гросс Фёдор Христофорович (9 февраля 1855 года — 1919) — инженер-механик, начальник Адмиралтейских Ижорских заводов, с 1915 по 1917 год главный инспектор заводов морского ведомства, генерал-лейтенант.

## Биография
Фёдор Христофорович Гросс родился 9 февраля 1855 года.
В 1876 году окончил Техническое училище Морского ведомства.
В 1882 году окончил механическое отделение Николаевской Морской академии.
С 1888 года — главный механик адмиралтейских Ижорских заводов. В 1890 году присвоено звание старший инженер-механик.
С 16 января 1895 года — начальник адмиралтейских Ижорских заводов. В период руководства Ф. Х. Гроссом, на предприятии был введён в строй новый комплекс металлургических цехов (1903—1905), производивших судовую броню на сталеплавильном, прокатном, кузнечно-прессовом и термическом оборудовании; заводу была отдана привилегия монопольного производства судовой брони в России. После гибели Первой и Второй Тихоокеанских эскадр в ходе Русско-японской войны заводы участвовали в воссоздании военного флота. В 1908 году по высочайшему повелению предприятие получает право обладания собственным флагом, что свидетельствовало о его особой роли в формировании русского флота нового поколения. В этот период при участии и непосредственно на Ижорских заводах построены крейсер «Очаков», эскадренный миноносец «Сильный» и другие миноносцы типа «Сокол», броненосец береговой обороны «Адмирал Ушаков», подводный минный заградитель «Краб» и другие суда.
В 1899 году присвоено звание флагманский инженер-механик, в 1905 году произведён в генерал-майоры.
10 ноября 1908 года генерал-майор Ф. X. Гросс был назначен председателем правления Обуховского сталелитейного и Ижорского адмиралтейского заводов.
В 1913 году — в той же должности, генерал-лейтенант инженер-механик, член конференции Николаевской морской академии.
В 1910 году произведён в генерал-лейтенанты.
С 1911 стал председателем правления Балтийского и Адмиралтейского судостроительных заводов. В 1913 году избран членом конференции Николаевской морской академии.
Ф. Х. Гросс состоял в Колпинском частном благотворительном обществе. Открыл часовню и народную столовую на территории заводов.

С 1915 по 1917 год — главный инспектор заводов морского ведомства.
Умер в 1919 году.

## Семья
Фёдор Xристоворович Гросс имел 5 детей.
- Сын — Гросс Евгений Фёдорович — советский физик-экспериментатор, основные работы посвящены оптике и спектроскопии твёрдого тела, исследованиям рассеяния света в конденсированных системах; открыл тонкую структуру линии рэлеевского рассеяния в кристаллах и жидкостях, — спектр рассеяния малых частот в кристаллах («гроссовские частоты»), предложил метод определения времени релаксации молекул из спектра рассеянного света, применимый к неполярным жидкостям; исследовал электронные спектры кристаллов; экспериментально доказал существование экситонов в полупроводниковых кристаллах; член-корреспондент АН СССР (1946), лауреат Сталинской (1946) и Ленинской (1966) премий.
- Сын — Виталий (рожд. 1890, Колпино)[5].